# Plaza Mayor de Benavente
La plaza Mayor de Benavente se encuentra situada en el centro de la ciudad de Benavente, en la provincia de Zamora, España.
Tanto la plaza Mayor como su entorno, es una de las zonas de esta ciudad en la que se concentran la realización de la mayoría de actos sociales, como la Veguilla, el Toro Enmaromado, los inicios festivos, las ferias de cerámica, de los pimientos, etc., pero también por ser un enclave dentro del entorno del patrimonio histórico calificado, formando parte de él como BIC por la proximidad con las iglesias de San Juan entre otras, razones por la que suele ser una zona muy concurrida.
Así mismo, actualmente es considerado como el motor comercial benaventano, ya que en sus alrededores se encuentran ubicadas las calles peatonales comerciales más concurridas de esta ciudad.

## Historia
El Diccionario geográfico-estadístico-histórico de España y sus posesiones de Ultramar, se puede encontrar su mención expresa cuando menciona a la plaza Mayor o del Mercado entre las principales calles y plazas de esta localidad, para continuar describiéndola como “es un cuadrilátero casi perfecto de 80 a 90 pasos, con soportales embaldosados”, para a su vez anunciarnos que “En la actualidad se está construyendo una hermosa casa de ayuntamiento en la plaza Mayor o sea del Mercado, con vistas a la de los Bueyes, que cuenta con 155 pies de longitud, 36 de latitud, 40 de altura por la fachada principal y 80 por la accesoria; aquella es toda de piedra sillería alzada sobre 13 arcos, y la del oeste consta de dos órdenes de arquitectura, toscano y dórico,…” 

## Edificios
En la plaza Mayor podemos encontrar, por un lado, el edificio consistorial de esta ciudad y, junto a él, un conjunto de edificaciones que cuando menos han de ser calificadas como de especial interés histórico y arquitectónico. Los mismos responden a estilos y momentos constructivos diferentes, aunque entre ellos guardan cierta armonía tanto en los materiales empleados como en sus líneas básicas, contribuyendo de esta forma a conformar una tipología peculiar de plaza castellana, todo ello a pesar del eclecticismo estilístico de sus diferentes inmuebles.

### Ayuntamiento

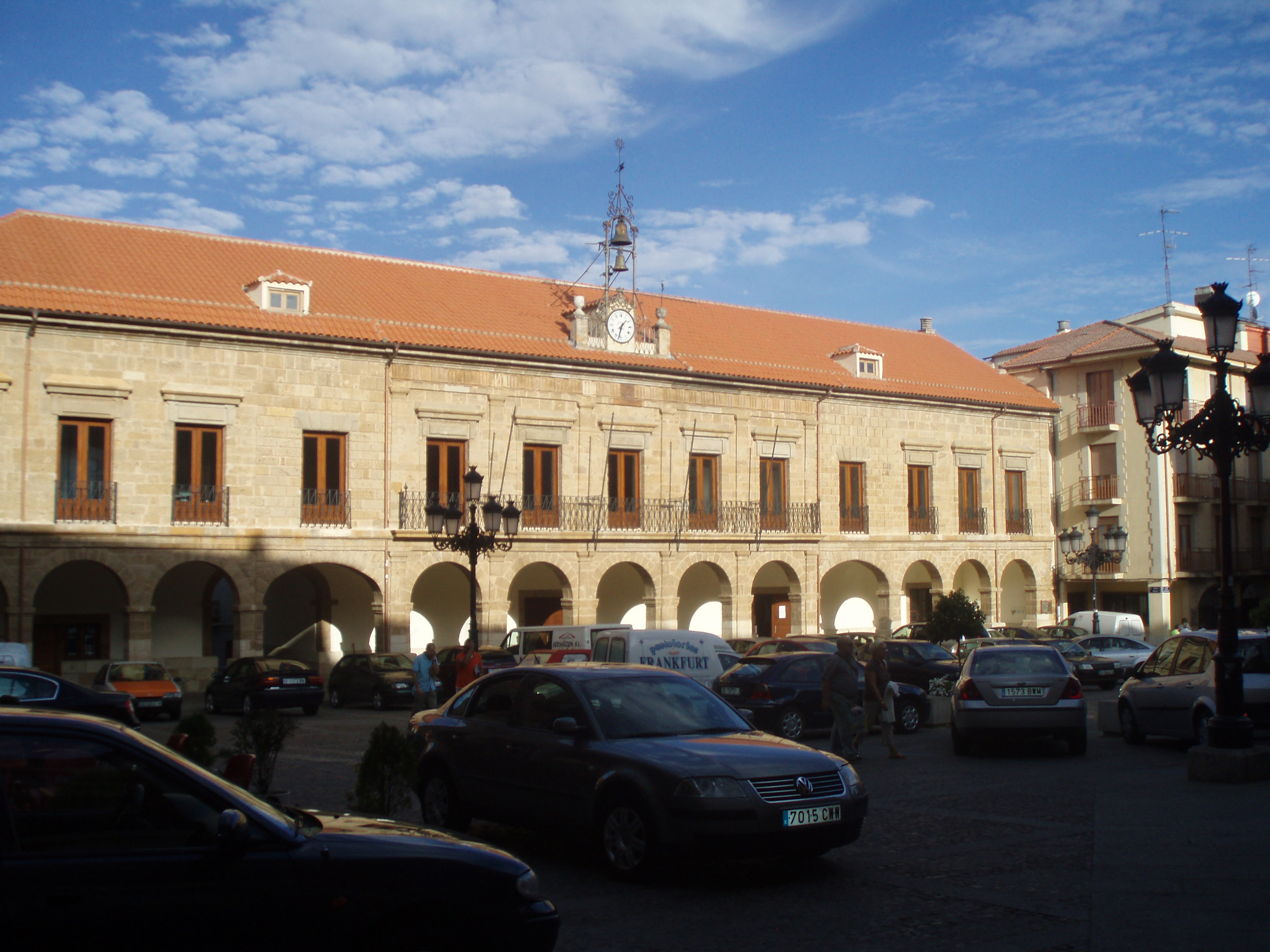
Casa consistorial

Situado en el número uno de la plaza Mayor, fue levantado a mediados del siglo XIX (1845) para casa consistorial en estilo neoclásico tardío, líneas arquitectónicas que armonizan con el conjunto de las diferentes edificaciones de su entorno.
Construido con dos plantas de piedra de sillería, esta última traída en buena parte del desamortizado convento benaventano de San Francisco, constan en él dos órdenes arquitectónicos, toscano para la primera planta y dórico en la noble. La planta inferior presenta una galería que se abre a la plaza a modo de frente porticado, formado por una sucesión de trece arcos redondos, salvo dos que son apainalados. La segunda planta cuenta con una balconada central de vanos remarcados del muro en sus jambas y dinteles, separados unos de otros por pilastras adosadas. La cornisa contiene un sencillo friso dórico que sobre el balcón central cuenta con un pequeño relieve de piedra con el emblema o escudo de armas de su ciudad.

### Casa de las Pescaderías
De su observación puede deducirse que es de vieja fábrica, dado que cuenta con elementos y materiales constructivos de varias épocas, como las columnas que sustentan sus arcadas que responden a las características de la obra civil del siglo XVI. Se piensa que los materiales más nobles del mismo habrían sido reutilizados en la rehabilitación que tuvo a mediados del siglo XIX, tal y como se puede leer en el rótulo o cartela situado en uno de los arcos de la fachada en la calle de las Carnicerías.
El único motivo decorativo son las galerías porticadas que abre tanto a la plaza Mayor y a la calle de las Carnicería. De la segunda planta, fabricad en ladrillo al estilo castellano, solo destaca su balconada.

### Casa Allén
Casa Allén, situada en la confluencia de la plaza con el pasaje de las Guindas, es un edificio construido a mediados del siglo XX en sustitución de otro que seguramente sería similar al contiguo de las Pescaderías. Esta nueva construcción trató de preservar el aire de plaza castellana, para cuyo fin emuló las edificaciones ya existentes con aportaciones novedosas, como es el empleo de una torre voladiza en su ángulo y la utilización del ladrillo como motivo decorativo.

### Casa Lesmes
Edificada en 1918 con vuelta a la calle de las Cortes Leonesas, se trata de un sobrio edificio que presenta soportales en su fachada de la plaza. Su fachada presenta algunos vistosos elementos decorativos como son la utilización del ladrillo o la existencia de máscaras o rostros de terracota en las claves de sus balconadas.

### Casa Morán
Es una de las más recientes construcciones, fechada a mediados del siglo XX, y que recientemente ha sido rehabilitado conservando su fachada con vistas a la plaza. Nuevamente nos encontramos ante una construcción de sobria elegancia que contiene elementos decorativos en los aleros de su tejado como en las claves de sus arcos y balconadas.